# Morti nel 1973/Giugno
| Questa pagina contiene informazioni ricavate automaticamente dalle voci biografiche con l'ausilio del template Bio e di un bot. L'aggiornamento è periodico e automatico e ricostruisce completamente la pagina. Se manca una persona in questa lista, sei pregato di non aggiungerla, ma accertati piuttosto che la sua voce biografica contenga il template Bio e che i dati anagrafici siano correttamente compilati. Se il template Bio manca, inseriscilo tu stesso o, in alternativa, metti l'avviso {{tmp\|Bio}} che ne segnala la mancanza. Se i dati riportati sono sbagliati, correggi direttamente la voce biografica; le modifiche saranno visibili in questa lista entro pochi giorni. Per chiarimenti vedi il progetto biografie. La lista contiene solo le 88 persone che sono citate nell'enciclopedia e per le quali è stato implementato correttamente il template Bio. Pagina aggiornata al 3 mar 2024. |

- 1º giugno - Maurice Dekobra, scrittore francese (n. 1885)
- 1º giugno - Mary Kornman, attrice cinematografica statunitense (n. 1915)
- 1º giugno - Helen Parkhurst, pedagogista e educatrice statunitense (n. 1887)
- 1º giugno - Paolo Thaon di Revel, politico, dirigente sportivo e schermidore italiano (n. 1888)
- 2 giugno - Enrico Costanzo, calciatore italiano (n. 1921)
- 2 giugno - Alberto Curci, violinista e compositore italiano (n. 1886)
- 3 giugno - Jean Batmale, allenatore di calcio e calciatore francese (n. 1895)
- 3 giugno - Dory Funk, wrestler statunitense (n. 1919)
- 4 giugno - Arna Bontemps, poeta e scrittore statunitense (n. 1902)
- 4 giugno - Tommaso Fiore, scrittore e politico italiano (n. 1884)
- 4 giugno - Maurice René Fréchet, matematico francese (n. 1878)
- 4 giugno - Emma Gatewood, viaggiatrice e esploratrice statunitense (n. 1887)
- 4 giugno - Murry Wilson, imprenditore e compositore statunitense (n. 1917)
- 5 giugno - Gösta Dunker, allenatore di calcio e calciatore svedese (n. 1905)
- 6 giugno - Åke Borg, nuotatore svedese (n. 1901)
- 6 giugno - Henri De Pauw, pallanuotista belga (n. 1911)
- 6 giugno - Mikko Hyvärinen, ginnasta finlandese (n. 1889)
- 6 giugno - Robert Latouche, medievista francese (n. 1881)
- 6 giugno - Edoardo Marzari, presbitero, antifascista e partigiano italiano (n. 1905)
- 6 giugno - Michele Miranda, mafioso italiano (n. 1896)
- 7 giugno - Mario Allara, giurista italiano (n. 1902)
- 7 giugno - Lane Bradford, attore statunitense (n. 1922)
- 7 giugno - Christine Lavant, poetessa e scrittrice austriaca (n. 1915)
- 7 giugno - Maurice Pelling, scenografo statunitense (n. 1920)
- 7 giugno - Aleksandr Ponomarëv, allenatore di calcio e calciatore sovietico (n. 1918)
- 8 giugno - Georg Bochmann, generale tedesco (n. 1913)
- 8 giugno - Walter Dexel, pittore, tipografo e scenografo tedesco (n. 1890)
- 8 giugno - Natalija Polons'ka-Vasylenko, storica e scrittrice ucraina (n. 1884)
- 8 giugno - Emmy Sonnemann, attrice tedesca (n. 1893)
- 9 giugno - John Creasey, scrittore inglese (n. 1908)
- 9 giugno - Carlo D'Angelo, attore e doppiatore italiano (n. 1919)
- 9 giugno - Erich von Manstein, generale tedesco (n. 1887)
- 10 giugno - Francesco Chiesa, scrittore e insegnante svizzero (n. 1871)
- 10 giugno - William Inge, drammaturgo, sceneggiatore e scrittore statunitense (n. 1913)
- 11 giugno - Folke Rogard, scacchista e avvocato svedese (n. 1899)
- 11 giugno - Einar Vaage, attore norvegese (n. 1889)
- 12 giugno - Sailor Jerry, artista statunitense (n. 1911)
- 12 giugno - Vladimir Leonidovič Suchobokov, regista cinematografico sovietico (n. 1910)
- 13 giugno - Jonas Aistis, poeta lituano (n. 1904)
- 13 giugno - Virginio Bertinelli, politico italiano (n. 1901)
- 13 giugno - Trofim Lomakin, sollevatore sovietico (n. 1924)
- 14 giugno - George Mountford, calciatore inglese (n. 1921)
- 15 giugno - Leo Lorenzi, pilota motociclistico italiano (n. 1907)
- 15 giugno - István Tőrös, calciatore ungherese (n. 1908)
- 16 giugno - Franz Czernicky, allenatore di calcio e calciatore austriaco (n. 1902)
- 16 giugno - Alfred Ernout, latinista francese (n. 1879)
- 17 giugno - Luis Van Rooten, attore statunitense (n. 1906)
- 17 giugno - Nils Sandström, velocista svedese (n. 1893)
- 18 giugno - Jean Ballard, editore francese (n. 1893)
- 18 giugno - Georges Bonnet, politico francese (n. 1889)
- 18 giugno - Theodor Krancke, ammiraglio tedesco (n. 1893)
- 18 giugno - Vsevolod Ivanovič Romanov,  russo (n. 1914)
- 18 giugno - Steve Seymour, giavellottista statunitense (n. 1920)
- 18 giugno - Roger Delgado, attore britannico (n. 1918)
- 19 giugno - Gustaf Molander, attore e regista svedese (n. 1888)
- 19 giugno - Tomáš Porubský, calciatore slovacco (n. 1914)
- 19 giugno - Walter Rubsamen, musicologo statunitense (n. 1911)
- 20 giugno - Márton Keleti, regista ungherese (n. 1905)
- 21 giugno - Riccardo Chicco, pittore e docente italiano (n. 1910)
- 22 giugno - Friedl Czepa, attrice austriaca (n. 1898)
- 22 giugno - Luciano Ricci, regista italiano (n. 1928)
- 22 giugno - Semёn Isaevič Tumanov, regista sovietico (n. 1921)
- 23 giugno - Cliff Aberson, giocatore di football americano e giocatore di baseball statunitense (n. 1921)
- 23 giugno - Gerry Birrell, pilota automobilistico britannico (n. 1944)
- 23 giugno - Pietro Carlo Borlenghi, baritono italiano (n. 1887)
- 23 giugno - Fay Holden, attrice statunitense (n. 1893)
- 23 giugno - Hans Reese, calciatore tedesco (n. 1891)
- 24 giugno - Mary Carr, attrice statunitense (n. 1874)
- 24 giugno - Erzsi Paál, attrice ungherese (n. 1912)
- 24 giugno - Bud Westmore, truccatore statunitense (n. 1918)
- 25 giugno - Aron Gurwitsch, filosofo lituano (n. 1901)
- 26 giugno - John Cranko, danzatore e coreografo sudafricano (n. 1927)
- 26 giugno - Simone Fernando Sacconi, liutaio italiano (n. 1895)
- 26 giugno - Hans Schlemmer, generale tedesco (n. 1893)
- 26 giugno - Ernest Truex, attore statunitense (n. 1889)
- 26 giugno - Alberto della Ragione, ingegnere, mecenate e collezionista d'arte italiano (n. 1892)
- 27 giugno - Earl Browder, politico e sindacalista statunitense (n. 1891)
- 27 giugno - Josef Galáb, calciatore cecoslovacco (n. 1914)
- 28 giugno - Abd al-Rahman al-Bazzaz, politico iracheno (n. 1913)
- 28 giugno - Francisco López de Goicoechea Inchaurrandieta, avvocato e politico spagnolo (n. 1894)
- 29 giugno - Germán Valdés, attore, cantante e comico messicano (n. 1915)
- 29 giugno - Leonardo Henrichsen, giornalista argentino (n. 1940)
- 29 giugno - Cecil Holland, attore e truccatore britannico (n. 1887)
- 29 giugno - Enrico Volterra, ingegnere italiano (n. 1905)
- 30 giugno - Eversleigh Freeman, marciatore canadese (n. 1893)
- 30 giugno - Nancy Mitford, scrittrice e biografa britannica (n. 1904)
- 30 giugno - Wilfred Podestá, pallanuotista maltese (n. 1912)
- 30 giugno - Vasyl' Velyčkovs'kyj, vescovo cattolico ucraino (n. 1903)